# Sonic Gems Collection
Sonic Gems Collection (яп. ソニック ジェムズ コレクション Соникку Дзэмудзу Корэкусён, с англ. — «Соник: Коллекция драгоценностей») — сборник, состоящий из нескольких игр от компании Sega (большинство из них являются частью франшизы Sonic the Hedgehog), выходивших в разное время и на разные платформы. Компиляция была издана в 2005 году для приставок GameCube и PlayStation 2. Помимо игр, в Sonic Gems Collection присутствует различная информация по истории франшизы Sonic the Hedgehog — иллюстрации, видеоролики и музыка.
Разработкой сборника занималась студия Sonic Team. Создатели хотели путём выпуска компиляции познакомить новых игроков со старыми играми серии Sonic the Hedgehog. После выхода пресса неоднозначно встретила выход Sonic Gems Collection. К основным достоинствам сборника обозреватели относили присутствие игры Sonic the Hedgehog CD, но в то же время критике подверглось подавляющее большинство прочих игр сборника и низкое качество эмуляции.

## Игровой процесс
Sonic Gems Collection представляет собой сборник нескольких игр от компании Sega. В основном в нём представлены продукты серии Sonic the Hedgehog, выходившие в разное время и для разных платформ. Все версии имеют минимум улучшений по сравнению с оригиналами и работают посредством эмуляции или портирования с других систем. Помимо игр с Соником, в Sonic Gems Collection представлена дилогия Vectorman, платформер Bonanza Bros. и трилогия Streets of Rage, которые изначально недоступны и их нужно разблокировать после выполнения определённых заданий (например, чтобы открыть Vectorman, необходимо оставить сборник включённым в течение пяти часов).
В сборнике представлено четыре режима: «Games», «Manuals», «Museum» и «Extras». Первый режим является основным, и в нём игрок выбирает игру, которую он хочет пройти. В «Manuals» содержатся документации к играм, а в «Museum» можно просмотреть иллюстрации, послушать музыку, пройти демоверсии различных частей франшизы Sonic the Hedgehog и посмотреть видеоролики; для того, чтобы открывать содержимое музея, необходимо выполнять различные задания в сборнике (например, просмотреть картинки музея в определённом порядке). Четвёртый режим содержит советы к играм и титры с именами разработчиков. Чтобы увидеть подсказки, игроку необходимо провести в любой игре минимум один час.
| Игры серии Sonic the Hedgehog     | Игры серии Sonic the Hedgehog | Игры серии Sonic the Hedgehog | Игры серии Sonic the Hedgehog | Игры серии Sonic the Hedgehog |
| Название                          | Жанр                          | Платформа                     | Год выпуска                   | Разработчик                   |
| --------------------------------- | ----------------------------- | ----------------------------- | ----------------------------- | ----------------------------- |
| Sonic the Hedgehog CD             | Платформер                    | Sega Mega-CD                  | 1993                          | Sonic Team                    |
| Sonic the Fighters                | Файтинг                       | Аркадный автомат              | 1996                          | Sega AM2                      |
| Sonic R                           | Гонки                         | Saturn                        | 1997                          | Traveller’s Tales, Sonic Team |
| Sonic the Hedgehog 2              | Платформер                    | Game Gear                     | 1992                          | Aspect                        |
| Sonic the Hedgehog Triple Trouble | Платформер                    | Game Gear                     | 1994                          | Aspect                        |
| Sonic the Hedgehog Spinball       | Пинбол                        | Game Gear                     | 1993                          | Sega Technical Institute      |
| Sonic Drift 2                     | Гонки                         | Game Gear                     | 1995                          | Sega                          |
| Tails' Skypatrol                  | Головоломка                   | Game Gear                     | 1995                          | SIMS                          |
| Tails Adventure                   | Платформер                    | Game Gear                     | 1995                          | Aspect                        |
| Разблокируемые игры               |                               |                               |                               |                               |
| Название                          | Жанр                          | Платформа                     | Год выпуска                   | Разработчик                   |
| Vectorman                         | Платформер, стреляй и беги    | Mega Drive/Genesis            | 1995                          | BlueSky Software              |
| Vectorman 2                       | Платформер, стреляй и беги    | Mega Drive/Genesis            | 1996                          | BlueSky Software              |
| Bonanza Bros.                     | Платформер                    | Mega Drive/Genesis            | 1990                          | Sega                          |
| Streets of Rage                   | Beat 'em up                   | Mega Drive/Genesis            | 1991                          | Sega                          |
| Streets of Rage 2                 | Beat 'em up                   | Mega Drive/Genesis            | 1992                          | Sega                          |
| Streets of Rage 3                 | Beat 'em up                   | Mega Drive/Genesis            | 1994                          | Sega                          |

## Разработка и выход сборника
Сборник был создан студией Sonic Team для игровых приставок PlayStation 2 и GameCube. Компания планировала выпустить компиляцию и на консоль Xbox, но по неизвестным причинам этот план не был реализован. Процессом разработки руководил Мидзуки Хосоямада, а продюсированием занимались сотрудники Sega Юдзи Нака, Ёдзиро Огава и Акинори Нисияма. За художественную составляющую отвечали Хидэаки Мория и Юдзи Уэкава. Ведущим программистами стали Макото Судзуки и Такахиро Сэкигути, а музыкальным сопровождением занимались композиторы Наофуми Хатая, Тацуюки Маэда, Томонори Савада, Фумитака Сибата, Такеси Ёозаки и Такэнобу Мицуёси.
По словам Ёдзиро Огавы, сборник, как и Sonic Mega Collection, был задуман с целью познакомить молодых игроков со старыми играми про ежа Соника. Если в Sonic Mega Collection входят наиболее популярные части франшизы Sonic the Hedgehog, то в Sonic Gems Collection включены, по мнению Sega, редкие и качественные игры. Хотя компиляция и была разработана Sonic Team, их вклад был несколько ограничен: например, файтинг Sonic the Fighters создавался студией Sega AM2, а гонками Sonic R занималась британская компания Traveller’s Tales. Все представленные в сборнике игры работают посредством эмуляции или были портированы с других платформ. Игры отбирались по качеству графики и геймплея. Sonic CD и Vectorman разработчики планировали включить ещё в сборник Sonic Mega Collection, но тогда этого сделать не удалось по техническим причинам, и в итоге они были переизданы только в Sonic Gems Collection. Помимо этого, студия хотела познакомить игроков с такими играми, как SegaSonic the Hedgehog и Knuckles’ Chaotix, но из-за проблем с эмуляцией они не вошли в окончательную версию. Создавая сборник, разработчики подвергли Sonic CD и Sonic R небольшим изменениям (например, в платформере было улучшено качество видеороликов, а в гонке используются текстуры высокого разрешения).
Сборник был анонсирован 18 мая 2005 года. На выставке Electronic Entertainment Expo (E3) игроки могли пройти демоверсию Sonic Gems Collection. Выход сборника в Японии и Северной Америке состоялся в августе 2005 года. Европейская версия появилась на месяц позже — 30 сентября. Во время разработки Sonic Team стремилась, чтобы во всех регионах контент в Sonic Gems Collection был единым. Тем не менее, трилогия Streets of Rage и игра Bonanza Bros. были недоступны в Северной Америке из-за опасения, что организация Entertainment Software Rating Board (ESRB) присвоит сборнику рейтинг «T» («Teen», то есть для лиц от 13 лет и старше). В европейской версии эти игры также отсутствуют. Команда планировала включить в Sonic CD одновременно японский и североамериканский саундтрек, но из-за технических трудностей и проблем с лицензированием от этих замыслов пришлось отказаться.

## Оценки и мнения
| Сводный рейтинг       | Сводный рейтинг          |
| Агрегатор             | Оценка                   |
| --------------------- | ------------------------ |
| GameRankings          | 66,50 %                  |
| Metacritic            | 64/100 (GC)              |
| MobyRank              | 65/100 (GC) 57/100 (PS2) |
| Иноязычные издания    |                          |
| Издание               | Оценка                   |
| 1UP.com               | C+                       |
| AllGame               | [ 24 ]                   |
| EGM                   | 6,17/10                  |
| Eurogamer             | 7/10                     |
| GameSpot              | 6,3/10                   |
| GameSpy               | [ 26 ]                   |
| GameZone              | 7/10                     |
| IGN                   | 7,5/10                   |
| Nintendo Power        | 8,5/10                   |
| Nintendo World Report | 6,5/10                   |
| Play (UK)             | 8,5/10                   |
| VideoGamer            | 4/10                     |
| 4Players              | 70 %                     |
| Jeuxvideo.com         | 9/20                     |
| Power Sonic           | 8,5/10                   |

Сборник получил неоднозначные отзывы, но среди них преобладали положительные. По данным сайта-агрегатора Metacritic, средняя оценка компиляции составляет 64 балла. Схожая статистика опубликована в GameRankings — 66,50 %. На ноябрь 2005 года было продано 220 тысяч копий Sonic Gems Collection, а в 2006 году версия для GameCube получила звание «Выбор игроков» (англ. Player’s Choice), которая указывает на то, что было продано более одного миллиона экземпляров.
Большинство критиков положительно оценили включение в сборник игры́ Sonic the Hedgehog CD. Представитель сайта GameSpot Райан Дэвис, с сожалением отметив отсутствие в игре японского саундтрека, тем менее назвал её лучшей в сборнике. Хуан Кастро (IGN) рекомендовал пройти платформер как фанатам серии ради ностальгических воспоминаний, так и тем, кто в него ещё не играл. «Обладая замечательным (или безумным, в зависимости от того, кого вы спросите) дизайном уровней, Sonic CD по-прежнему может соперничать с современными платформерами», — отметил рецензент. Нечто похожее писал в обзоре сборника Луис Бедиган под ником jkdmedia (GameZone): он, как и его коллега из IGN, раскритиковал оформление зон, но, несмотря на это, назвал Sonic CD хорошей игрой. Помимо этого, критик также положительно отнёсся к решению Sega выпустить несколько старых игр серии на одном диске, а не по отдельности. Кроме Sonic CD, пресса одобрила присутствие в сборнике проектов, не связанных с Sonic the Hedgehog. Рецензент сайта GameSpy Фил Теобальд с похвалой отозвался о низкой цене сборника и посоветовал разработчикам создать компиляцию, куда бы вошли такие игры, как SegaSonic the Hedgehog и Knuckles’ Chaotix.
Остальные игры, представленные в сборнике, были неоднозначно встречены прессой. Некоторые журналисты в своих рецензиях посчитали содержание компиляции неполным. Представитель сайта Nintendo World Report Майкл Коль раскритиковал бо́льшую часть игр сборника из-за плохого управления. «Я надеюсь, что Sega в ближайшее время хотя бы воздержится от переиздания Knuckles’ Chaotix или Sonic Shuffle», — отметил он. Критик Джереми Пэриш (1UP.com) прохладно отнёсся к большинству игр сборника, охарактеризовав их как неинтересные, а главным недостатком назвал отсутствие серии Streets of Rage в североамериканском и европейском изданиях. «Эй, Sega, у вас есть десятки игр, за возможность сыграть в которые фанаты готовы убить. Как насчёт того, чтобы подарить синему парню [Сонику] отдых, а другим классическим играм — немного любви?», — подытожил рецензент. Об отсутствии трилогии Streets of Rage в версиях для Северной Америки и Европы упоминал в своей рецензии Райан Дэвис. Журналист интернет-издания VideoGamer Том Орри согласился с выводами своих коллег, сказав, что бо́льшая часть игр сборника ужасна, а на GameZone.de их охарактеризовали попросту как «то, что осталось после Mega Collection». Представитель французского сайта Jeuxvideo.com в своём обзоре он выделил две хорошие игры (Sonic CD и Sonic R), а остальные посчитал неинтересными. Пауль Каутц (4Players) рекомендовал разработчикам переиздать старые игры для Game Gear в виде сборника для портативной приставки Game Boy Advance.
Помимо содержания, некоторые издания отмечали проблемы с эмуляцией (например, потерей частоты кадров на некоторых играх для Game Gear или повышенной пикселизацией при игре на PlayStation 2). Другим было мнение о работоспособности сборника у обозревателя Power Sonic. Он сравнил Sonic Gems Collection с другим бандлом — Sonic Mega Collection. По мнению обозревателя, технически компиляция 2005 года справляется лучше сборника 2002 года, и в подтверждении своих слов он привёл несколько примеров: качественное портирование Sonic the Fighters и устранение технических ошибок в Sonic CD. Напротив, на сайте DemoNews указывалось, что в то время как игры в Sonic Mega Collection получили режим 60 Гц, в новом сборнике этим пренебрегли, в результате получив дёргающуюся картинку в Sonic CD и играх, портированных с Game Gear. Рецензент сайта Games Aktuell, охарактеризовавший как «настоящую классику» не только Sonic CD, но и Sonic R и Sonic the Fighters, в то же время с сожалением констатировал, что в Sonic CD практически весь исторический саундтрек был заменён осовремененными версиями.